# Kiznyeri járás
A Kiznyeri járás (oroszul Кизнерский район [Kiznyerszkij rajon], udmurtul Кизнер ёрос [Kiznyer jorosz]) Oroszország egyik járása Udmurtföldön. Székhelye Kiznyer.

## Népesség

A Kiznyeri járás térképe

- 2002-ben 23 502 lakosa volt, melynek 46%-a udmurt, 44,8%-a orosz, 6,8%-a tatár.
- 2010-ben 20 263 lakosa volt, melyből 9 555 fő orosz, 8 773 udmurt, 1 306 tatár, 144 mari stb.